# Jer Adrianne Lelliott
Jer Adrianne Lelliott (ehemals Jeremy Lelliott, * 5. November 1982 in Houston, Texas) ist eine US-amerikanische Filmschauspielerin und Theaterleiterin.

## Leben
Jer Lelliott wuchs als Jeremy Lelliott gemeinsam mit Bruder Stephan bei ihrer Mutter in Texas auf, ehe sie 1996 als Schauspieler entdeckt wurde. 1998 war sie in dem Thriller Ambushed – Dunkle Rituale in einer der Hauptrollen zu sehen.
Nach Gastauftritten in Fernsehserien wie Picket Fences – Tatort Gartenzaun, Melrose Place, Walker, Texas Ranger, Providence und Smallville stand sie für mehrere Episoden von Eine himmlische Familie in der Rolle des Mike Pierce vor der Kamera. Sie spielte außerdem mit Robin Williams in dem Film Jack (1996). Die Film- und Serienauftritte bis 2016 absolvierte Lelliott unter ihrem Geburtsnamen Jeremy.
Lelliott gründete eine eigene Produktionsfirma, JerBear Productions. Mit ihr produziert sie Theaterstücke, die im Raum von Los Angeles aufgeführt werden.
Seit Dezember 2012 ist Lelliott verheiratet.